# Lidija Jakovlevna Lipkovskaja
Lidija Jakovlevna Lipkovskaja (in russo Лидия Яковлевна Липковская?; in ucraino Лідія Яківна Липковська?, Lidija Jakivna Lypkovs'ka, spesso traslitterato Lydia Lipkowska; Babyn, 10 maggio 1882 – Beirut, 22 marzo 1958) è stata un soprano russo di origine ucraina.
Ebbe un'attiva carriera internazionale durante la prima metà del XX secolo. Soprano lirico di coloratura, interpretò ruoli da protagonista esibendosi, tra gli altri, al Teatro Mariinskij, al Metropolitan Opera House, alla Royal Opera House, alla Scala e all'Opéra-Comique.
La sua voce può essere ascoltata nell'album antologico The Record of Singing Volume II (1914-1925) - Rivoluzione russa e canzoni.

## Biografia

### Giovinezza e formazione
Lidija nacque a Babyn, un villaggio della contea di Chotyn, nel Governatorato della Bessarabia dell'Impero russo (nell'attuale insediamento urbano di Kel'menci nell'Oblast' di Černivci in Ucraina). Era figlia di Jakov Ivanovič Lipkovskij, maestro del villaggio, e aveva tre sorelle e quattro fratelli. Sua zia era Marija Zankovec'ka, una famosa attrice ucraina. Studiò presso il Ginnasio femminile Mariinsky a Kam"janec'-Podil's'kyj. Insieme ad altri studenti cantava nel coro della chiesa, facendosi notare per la sua bella voce e partecipando a concerti di beneficienza. Durante l'ultimo anno di Ginnasio incontrò Kristofor Maršner, un giovane studente dell'Università di San Pietroburgo. Nonostante la giovane età e l'opposizione dei genitori, Lidija partì con Kristofor per San Pietroburgo, dove la coppia ebbe la figlia Ariadna. Due anni dopo Lipkowska lasciò suo marito, che non approvava la sua passione per la musica. A San Pietroburgo Lipkowska studiò al Conservatorio sotto la guida di Natal'ja Aleksandrovna Ireckaja, allieva della famosa Pauline Viardot.

### Carriera

Lidija Lipkovskaja da Music News, 1921

Fece il suo debutto nel 1904 al Teatro dell'Opera privato italo-russo di San Pietroburgo, essendo stata chiamata sostituire una cantante malata e interpretando il ruolo di Gilda nel Rigoletto di Giuseppe Verdi al fianco di Nikolaj Figner. Molti giornali ne descrissero il successo, notando l'ottima coloratura, i mezzi espressivi, la musicalità e il gusto nobile della giovane artista.
Lipkovskaja fu impegnata al Teatro Mariinskij dal 1906 al 1909 e di nuovo dal 1911 al 1913. La sua carriera inizio al Mariinskij il 1 maggio 1906 con l'interpretazione di Gilda dal Rigoletto, per riprendere successivamente il repertorio di Evgenija Mravina che aveva da poco lasciato il teatro: Olympia da I racconti di Hoffmann, Zerlina dal Don Giovanni, Rosina da Il barbiere di Siviglia. Nel settembre 1907 si esibì per la prima volta in Lakmé di Léo Delibes con Fëdor Šaljapin e a novembre nella stessa opera collaborò con Leonid Sobinov. Nikolay Figner la invitò a interpretare il ruolo di Giulietta nel Romeo e Giulietta durante il suo addio il 28 dicembre 1907, spettacolo al quale fu presente tutta la nobiltà di San Pietroburgo e gli artisti bohémien.
Nel 1907, 1909 e 1914 perfezionò la sua arte vocale sotto la guida di Vittorio Maria Vanzo a Milano. Nel gennaio 1908 fece la sua prima apparizione al Teatro Bol'šoj di Mosca nel Rigoletto e in Lakmé, salutata cordialmente dal pubblico e con moderazione dai critici. Lipkowska al tornò al Bol'šoj nel 1911 e nel 1929 come ospite. Al suo ritorno a San Pietroburgo interpretò il ruolo di Valencienne nell'operetta di Franz Lehár, La vedova allegra al Teatro Mariinsky il 2 febbraio 1908.
Ricevette l'invito a prendere parte alle tournée dei Balletti russi, diretti da Serge de Diaghilev, a Parigi nel 1909, dove fu suo compagno di scena Fédor Chaliapin. Lidija Lipkovskaja cantò sul palco del Théâtre du Châtelet in Ruslan e Ljudmila e nella prima parigina di La fanciulla di Pskov, il 27 maggio. Si esibì anche in Manon all'Opéra-Comique. Massenet assistette allo spettacolo, al termine del quale desiderò portare lui stesso le sue congratulazioni. Nello stesso anno Massenet riadattò per lei l'intero ruolo di Thaïs..
Cantò nel ruolo di Susanna alla prima del Covent Garden de Il segreto di Susanna di Ermanno Wolf-Ferrari nel 1909.
Nel 1909, 1911 e nel 1913 si esibì con grande successo al Teatro alla Scala di Milano, dove per lei andò in scena l'opera La sonnambula di Vincenzo Bellini.
Nel 1911 fece il suo debutto alla Royal Opera House di Londra come Mimì nell'opera La bohème di Giacomo Puccini. Successivamente tornò alla Royal Opera House nei panni di Violetta, Gilda e nel ruolo della protagonista de Il segreto di Susanna per la prima britannica di quell'opera nel luglio 1911.
Lipkowska si esibì al Metropolitan Opera House di New York dal 1909 fino al 1911. Il suo debutto con il Metropolitan fu come Violetta ne La traviata il 18 novembre 1909, con Enrico Caruso come Alfredo. Cantò come artista ospite alla Boston Opera Company nel 1909 e alla Chicago Grand Opera Company nel 1910.
Nel 1913 cantò nel Rigoletto a Montecarlo, poi a Parigi si esibì al Théâtre des Champs-Élysées nella Lucia di Lammermoor e ne Il barbiere di Siviglia in aprile-maggio, e in aprile cantò in Hamlet a l'Opéra con Georges Baklanoff; infine a giugno si fece notare come Gilda nel Rigoletto per il suo mi naturale sovracuto.
Lipowska sposò il baritono russo Georges Baklanoff pochi anni prima dello scoppio della prima guerra mondiale; ma il matrimonio finì con il divorzio. La coppia apparve insieme in numerose opere negli anni precedenti la guerra all'Opéra di Monte-Carlo, collaborando frequentemente anche con il tenore Giovanni Martinelli.
Nel 1914 cantò nella prima mondiale de I Mori di Valenza di Amilcare Ponchielli all'Opéra di Monte-Carlo.
Nel 1917 Lipkovskaja era nuovamente impegnata al Teatro Mariinskij quando scoppiò la Rivoluzione russa. Fuggì dalla capitale con la figlia Aidenna quando i bolscevichi presero il potere durante la Rivoluzione d'ottobre di quell'anno. La famiglia visse in una zona remota della regione del Caucaso, fino a quando fuggì nuovamente dagli eserciti bolscevichi per Odessa. Nella città fece amicizia con un ufficiale militare francese, Pierre Bodin, che la aiutò a sfuggire ancora una volta con sua figlia nell'aprile 1919, assicurando loro il passaggio su una nave per Costantinopoli. Lipkovskaja sposò Pierre Bodin e dopo il matrimonio emigrò in Francia nel 1919.
Nel 1920 lei e il marito partirono per gli Stati Uniti, arrivando a New York a bordo della RMS Adriatic della White Star Line l'8 febbraio. Trascorse gli anni '20 esibendosi in una varietà di teatri negli Stati Uniti e in Europa, e concluse la sua carriera di artista in tournée in Unione Sovietica nel 1928-1929.

### Ritiro e ultimi anni
Dopo il ritiro dallo stage visse in Romania, dove fu insegnante di canto a Bucarest e Timișoara ed ebbe tra i suoi allievi il soprano Virginia Zeani. La sua ultima esibizione fu all'Opera di Odessa nel 1941, dove interpretò il ruolo di Violetta. Nel 1952 si trasferì a Parigi per vivere con sua figlia Ariadna e successivamente si spostò a Milano e infine in Libano presso sua sorella, dove trascorse i suoi ultimi anni. Morì a Beirut all'età di 75 anni.